# Jean-Adolphe de Schleswig-Holstein-Plön-Rethwisch
Jean Adolphe de Schleswig-Holstein-Plön-Rethwisch (né le 4 décembre 1684 - mort le 21 mai 1729) noble allemand qui fut duc de Schleswig-Holstein-Plön de 1722 à 1729.

## Biographie
Jean Adolphe est le fils de Joachim Ernest II de Schleswig-Holstein-Plön duc de Rethwisch (mort en 1700) et de son épouse Isabelle de Mérode (morte en 1701).
En 1722 il devient duc de Schleswig-Holstein-Plön après la mort sans héritier en ligne masculine de son cousin germain Joachim Frédéric de Schleswig-Holstein-Plön et Norbourg dont il est le plus proche parent en ligne masculine. L'empereur le confirme dans son duché par un mandement du 15 juin 1723.
Il meurt dès le 21 mai 1729 sans laisser d'enfant de son union avec Marie Célestine de Mérode (morte en 1725). Il a comme successeur le fils de son cousin germain Christian Charles († 1706): Frédéric Charles de Schleswig-Holstein-Plön